# Manuel de Falla
Manuel de Falla y Matheu (født 23. november 1876, død 14. november 1946) var en spansk komponist. 
Han betragtes som Spaniens betydeligste komponist i nyere tid. 
Han har skrevet: tre operaer. La vida breve, to balletter. Rituel ilddans / El amor brujo (1915), El sombrero de tres picos/Den trekantede hat (1919), Fantasia Baetica (1919), Pièces espagnoles (1906-1909), Psyché, Siete canciones populares españolas (1922), Cembalokoncert (1926), Nætter i spanske haver (1909-1916) og L'Atlàntida.

## Biografi
Manuel de Falla blev født i Cádiz. Hans første musiklærer var hans mor, men i en alder af 9 år blev han introduceret for sin første klaverlærer. Fra de sene 1890'ere studerede han klaver i Madrid ved José Tragó og komposition ved Felipe Pedrell. I 1899 blev han tildelt førstepræmien ved en klaverkonkurrence på sin musikskole. Fra den tid begyndte han at blive kaldt ved sit efternavn, de Falla, som han blev kendt for.
Gennem Felipe Pedrell blev de Falla interesseret i oprindelig spansk musik. Især andalusisk flamenco. Indflydelse af den oprindelige musik kan føles i mange af hans værker. Blandt hans tidlige værker er der nogle zarzuelaer, men hans første vigtige værk er operaen i et akt, La Vida Breve, som han skrev i 1905, men dog først havde premiere i 1913.
De Falla levede i årene 1907 til 1914 i Paris, hvor han mødte nogle komponister, som fik en indflydelse på hans skrivemåde, af disse var blandt andet impressionisterne Maurice Ravel, Claude Debussy og Paul Dukas. Han skrev dog ikke meget mere inden han vendte tilbage til Madrid i begyndelsen af første verdenskrig. I denne periode blev hans mest kendte værker til.
De Falla prøvede at stoppe mordet på sin bedste ven, poeten Federico García Lorca i 1936, men det lykkedes ham ikke. Efterfølgende kom Francisco Francos sejr i den spanske borgerkrig, og de Falla forlod Spanien og flyttede til Argentina. Herefter skrev han ikke mere musik. Han døde i Alta Gracia i den argentinske provins Córdoba. I 1947 blev resterne af ham bragt til Spanien og lagt i katedralen ved Cádiz.

## Værker
Hans Madrid-periode, hvor de mest kendte værker blev til, inkluderede blandt andet:
- Nocturne for piano og orkester Noches en los jardines de España (Nætter i spanske haver, 1916)
- Ballet El amor brujo
- Ballet El corregidor y la molinera, hvilken senere blev til El sombrero de tres picos (Den trekantede hat, 1917)

Fra 1921 til 1939 levede de Falla i Granada, hvor han skrev operaen El retablo de Maese Pedro (1923) og en koncert for harpsichord og kammerorkester (1926). I disse værker er den spanske oprindelse mindre tydelig og der er i stedet et præg af Stravinskij og neo-klassicisme.
1. ↑  Navnet er anført på engelsk og stammer fra Wikidata hvor navnet endnu ikke findes på dansk.
2. ↑  Navnet er anført på engelsk og stammer fra Wikidata hvor navnet endnu ikke findes på dansk.